# Poroina Mare
Poroina Mare – wieś w Rumunii, w okręgu Mehedinți, w gminie Poroina Mare. W 2011 roku liczyła 319 mieszkańców.